# Leonard Paul Blair

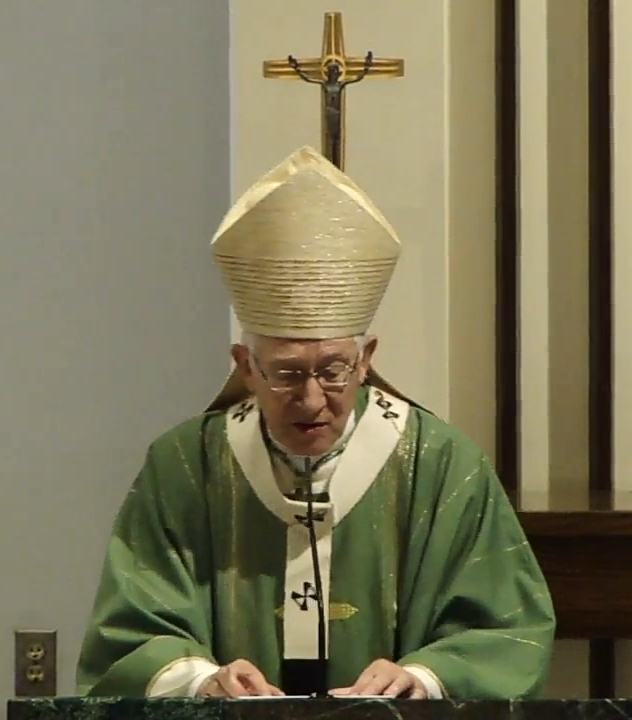
Leonard Paul Blair (2021)

Erzbischofswappen von Leonard Paul Blair

Leonard Paul Blair (* 12. April 1949 in Detroit) ist ein US-amerikanischer römisch-katholischer Geistlicher und emeritierter Erzbischof von Hartford.

## Leben
Leonard Paul Blair besuchte die Grundschule und die weiterführende Schule in Detroit. Anschließend studierte er Philosophie am Priesterseminar Sacred Heart in Detroit und erlangte einen Bachelor of Arts im Fach Geschichte. Später folgte das Studium der Katholischen Theologie an der Päpstlichen Universität Gregoriana in Rom. Während seiner Studienzeit in Rom war Blair Alumnus des Päpstlichen Nordamerika-Kollegs. Am 26. Juni 1976 empfing er in der Kapelle des Priesterseminars Sacred Heart in Detroit durch den Erzbischof von Detroit, John Francis Kardinal Dearden, das Sakrament der Priesterweihe für das Erzbistum Detroit.
Nach der Priesterweihe war Blair zunächst als Pfarrvikar der Pfarrei Our Lady Queen of Peace in Harper Woods tätig. 1977 setzte er seine Studien in Rom fort, wo er 1978 an der Päpstlichen Universität Gregoriana ein Lizenziat im Fach Katholische Theologie mit dem Schwerpunkt Patristik und Theologiegeschichte erwarb. Nach der Rückkehr in seine Heimat war Blair zuerst zwei Jahre als Pfarrvikar der Pfarrei Saint Christopher in Detroit tätig, bevor er 1980 Pfarrvikar der Pfarrei Saint Paul in Grosse Pointe Farms wurde. Von 1982 bis 1983 fungierte er als Diözesanarchivar und von 1983 bis 1986 als persönlicher Sekretär des Erzbischofs von Detroit, Edmund Casimir Szoka. Daneben lehrte er in dieser Zeit Kirchengeschichte und Patristik am Saint John’s Provincial Seminary in Plymouth. Anschließend war er in Rom Mitarbeiter des Staatssekretariates des Heiligen Stuhls. Am 26. März 1990 verlieh ihm Papst Johannes Paul II. den Ehrentitel Päpstlicher Ehrenkaplan. Von 1991 bis 1994 lehrte er am Priesterseminar Sacred Heart in Detroit und leitete die Diözesankommission für die Ökumene und den interreligiösen Dialog. Ab 1994 war er für drei Jahre erneut in Rom tätig als Mitarbeiter der Präfektur für die ökonomischen Angelegenheiten des Heiligen Stuhls und als persönlicher Sekretär von deren Präsidenten, Edmund Casimir Kardinal Szoka. Daneben wurde er 1997 an der Päpstlichen Universität Heiliger Thomas von Aquin mit der Arbeit Masculine and feminine symbolism in the church. A reappreciation of the Marian/feminine dimension („Maskuline und feminine Symbolik in der Kirche. Eine Neubewertung der marianischen/weiblichen Dimension“) zum Doktor der Theologie promoviert. Im selben Jahr wurde Blair Pfarrer der Pfarrei Saint Paul in Grosse Pointe Farms.
Papst Johannes Paul II. ernannte ihn am 9. Juli 1999 zum Weihbischof in Detroit und zum Titularbischof von Voncariana. Der Erzbischof von Detroit, Adam Joseph Kardinal Maida, spendete ihm am 24. August desselben Jahres in der Kathedrale Most Blessed Sacrament in Detroit die Bischofsweihe; Mitkonsekratoren waren Edmund Casimir Kardinal Szoka, Präsident des Governatorats der Vatikanstadt, und Dale Joseph Melczek, Bischof von Gary. Sein Wahlspruch Pasce oves meas („Weide meine Schafe“) stammt aus Joh 21,17 . Als Weihbischof war Blair zudem Generalvikar des Erzbistums Detroit.
Am 7. Oktober 2003 bestellte ihn Johannes Paul II. zum Bischof von Toledo. Die Amtseinführung erfolgte am 4. Dezember desselben Jahres.
Papst Franziskus ernannte Blair am 29. Oktober 2013 zum Erzbischof von Hartford. Am 16. Dezember desselben Jahres fand die Amtseinführung statt. In der US-amerikanischen Bischofskonferenz leitete er zudem die Unterkommission für den Katechismus sowie später die Kommission für den Gottesdienst. Ferner gehörte er den Kommissionen für die Frauen in der Kirche und der Gesellschaft, für die Glaubenslehre, für die Religionsfreiheit sowie für die Evangelisierung und die Katechese an.
Am 1. Mai 2024 nahm Papst Franziskus das altersbedingte Rücktrittsgesuch von Leonard Paul Blair an.

## Wappen
Das Schild des Wappens von Leonard Paul Blair ist in zwei Felder geteilt: Das linke Feld steht für Blairs Bischofsstadt Hartford. Der in diesem Feld zu sehende goldene Hirsch steht auf einer Flusskreuzung, einer Furt. So wird der Stadtname auf bildliche Weise dargestellt, denn Hartford bedeutet Hirschkreuzung. Der Fluss soll zudem den Connecticut River, an dem Hartford liegt, symbolisieren.
Das rechte Feld zeigt ein schwarzes Kreuz auf goldenem Grund, das auf den Kreuzgliedern zwei silberne Sterne besitzt. Hiermit nimmt Blair Bezug auf das Wappen des Erzbistums Detroit, seiner Heimatdiözese. Die Lilie in der Kreuzbasis steht für die Gottesmutter Maria und der mit einem Schwert gekreuzte Schlüssel für die Apostel Petrus und Paulus. In der Mitte des Kreuzes ist ein Wappenschild zu sehen, das auf rotem Grund einen goldenen Löwen zeigt. Dieser Löwe soll den heiligen Leonhard, den Namenspatron Blairs, symbolisieren. Mit dem Herz, das der Löwe in der Vorderpfote hält, nimmt Blair Bezug auf das Heiligste Herz Jesu, nach dem das Priesterseminar Sacred Heart in Detroit benannt ist, an dem er studierte und später selbst lehrte.

## Schriften
- Masculine and feminine symbolism in the church. A reappreciation of the Marian/feminine dimension. Pontificia Studiorum Universitas a Sancto Thoma Aquinate in Urbe, Rom 1997, OCLC 1100139889.